# سوپرمارین اسکاپا
سوپرمارین اسکاپا (به انگلیسی: Supermarine Scapa) یک قایق پرنده شناسایی عمومی بریتانیایی بود، که توسط سوپرمارین ساخته شد و بین سال‌های ۱۹۳۵ تا ۱۹۳۹ توسط نیروی هوایی سلطنتی مورد استفاده قرار گرفت. این قایق از ساوت‌همپتون توسعه یافت و اساس قایق پرنده بعدی یعنی Stranraer را تشکیل داد.

## کاربران
بریتانیا
- نیروی هوایی سلطنتی
  - اسکادران شماره ۲۰۲
  - اسکادران شماره ۲۰۴
  - اسکادران شماره ۲۲۸
  - اسکادران شماره ۲۴۰

## مشخصات فنی (اسکاپا)

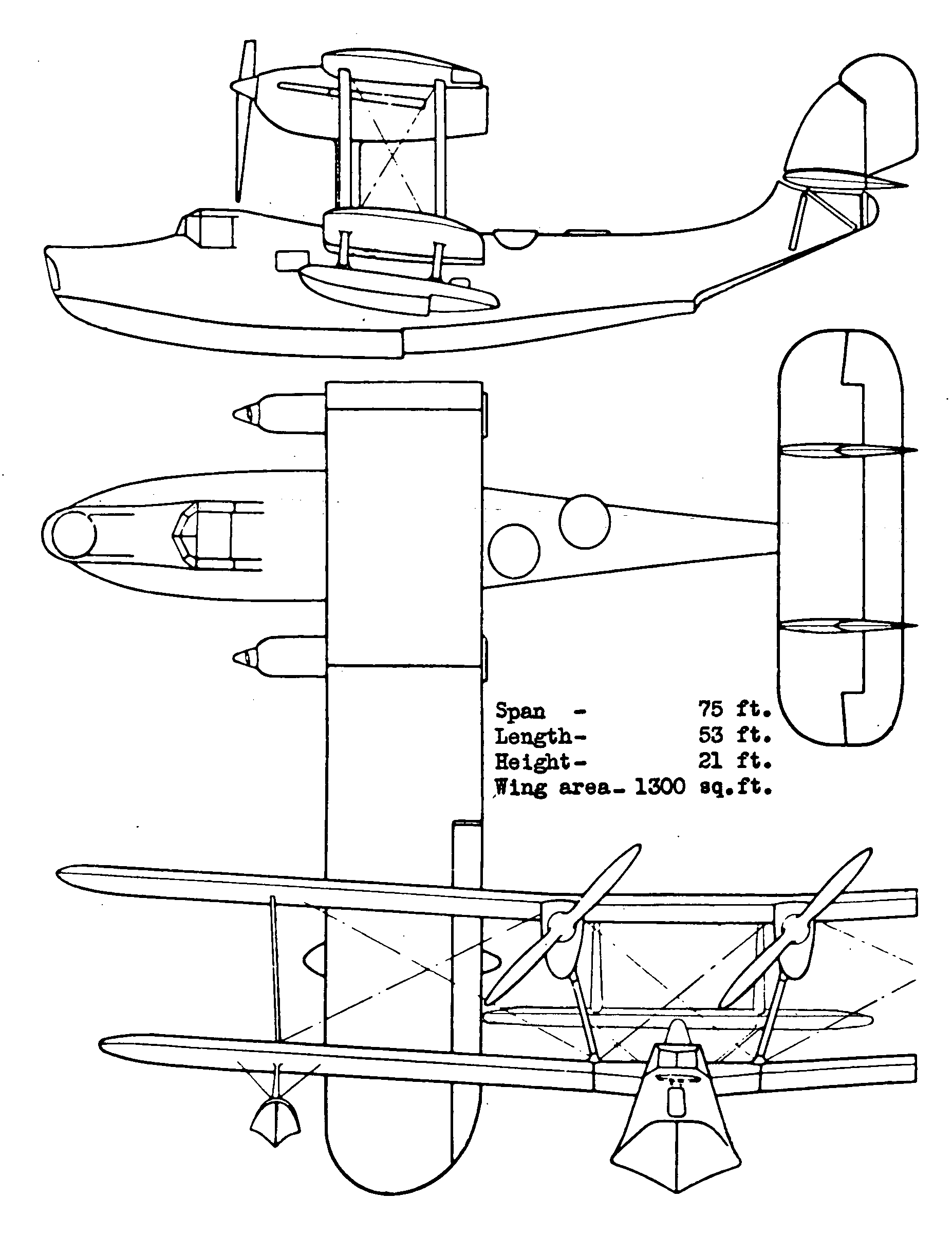
طراحی ۳ نمای سوپرمارین اسکاپا برگرفته از NACA-AC-203

داده‌ها از Supermarine Aircraft Since 1914
ویژگی‌های عمومی
- خدمه: ۵
- طول: ۵۳ فوت ۰ اینچ (۱۶٫۱۵ متر) on beaching gear
- پهنای بال: ۷۵ فوت ۰ اینچ (۲۲٫۸۶ متر)
- ارتفاع: ۲۱ فوت ۰ اینچ (۶٫۴۰ متر) on beaching gear
- مساحت بال‌ها: ۱٬۳۰۰ فوت مربع (۱۲۰ متر مربع)
- وزن خالی: ۱۰٬۰۳۰ پوند (۴٬۵۵۰ کیلوگرم)
- وزن ناخالص: ۱۶٬۰۸۰ پوند (۷٬۲۹۴ کیلوگرم)
- پیشرانه: ۲ عدد موتور پیستونی V-۱۲ خنک شونده با مایع رولز-رویس کسترل IIIMS, ۵۲۵ اسب بخار (۳۹۱ کیلووات)  در هر موتور
- ملخ‌ها: دوملخه ملخ چوبی گام‌ثابت

عملکرد
- حداکثر سرعت: ۱۴۲ مایل بر ساعت (۲۲۹ کیلومتر بر ساعت، ۱۲۳ گره) در ۳٬۲۸۰ فوت (۱٬۰۰۰ متر)
- سرعت کروز: ۱۰۰ مایل بر ساعت (۱۶۰ کیلومتر بر ساعت، ۸۷ گره) در ۵٬۰۰۰ فوت (۱٬۵۲۴ متر)
- سرعت فرود آمدن: ۶۴ مایل بر ساعت (۵۶ گره؛ ۱۰۳ کیلومتر بر ساعت)
- بُرد: ۱٬۰۰۰ مایل (۱٬۶۰۰ کیلومتر، ۸۷۰ مایل دریایی) همراه ۲٬۶۵۰ پوند (۱٬۲۰۲ کیلوگرم) تجهیزات نظامی
- حداکثر ارتفاع: ۱۵٬۵۰۰ فوت (۴٬۷۰۰ متر)
- نرخ صعود: ۶۲۵ فوت بر دقیقه (۳٫۱۸ متر بر ثانیه)
- زمان اوج‌گیری: ۹٬۸۴۰ فوت (۲٬۹۹۹ متر) در ۲۰ دقیقه
- بارگیری بال: ۱۲٫۳ پوند بر فوت مربع (۶۰ کیلوگرم بر متر مربع) [نیازمند منبع]
- توان به وزن|توان/جرم: ۰٫۰۶۵ horsepower per pound (۰٫۱۰۷ kilowatts per kilogram)[نیازمند منبع]

تسلیحات

- اسلحه‌ها: ۳ × ۰٫۳۰۳ اینچی (۷٫۷ میلی‌متر) تفنگ لوئیس
- بمب‌ها: ۱٬۰۰۰ پوندی (۴۵۴ کیلوگرم) زیر بال‌ها

## هواگرد با عملکرد زمانی مشابه
- Hall PH
- Hiro H1H
- Hiro H2H
- Naval Aircraft Factory PN

## جهت مطالعه
- Shelton, John (2008). Schneider Trophy to Spitfire - The Design Career of R.J. Mitchell (Hardback). Sparkford: Hayes Publishing. ISBN 978-1-84425-530-6.